# Ptychoglossus nicefori
Espèce
Synonymes
- Anadia nicefori Loveridge, 1929

Ptychoglossus nicefori est une espèce de sauriens de la famille des Gymnophthalmidae.

## Répartition
Cette espèce se rencontre en Colombie et au Venezuela dans l'État de Mérida.

## Description
Le mâle holotype mesure 96 mm de longueur totale dont 32 mm de longueur standard et 64 mm de queue.

## Étymologie
Cette espèce est nommée en l'honneur d'Hermano Nicéforo María.

## Publication originale
- Loveridge, 1929 : A new Anadia from Colombia with remarks on other members of the genus. Proceedings of the Biological Society of Washington, vol. 42, p. 99-102 (texte intégral).